# Samantha Logan
Samantha Jade Logan (ur. 27 października 1996 w Bostonie) – amerykańska aktorka, która zgrała filmie Alexander – okropny, straszny, niezbyt dobry, bardzo zły dzień i serialach  Trzynaście powodów i All American.

## Filmografia

### Filmy
| Rok  | Tytuł                                                          | Rola              | Uwagi |
| ---- | -------------------------------------------------------------- | ----------------- | ----- |
| 2011 | Detachment                                                     | Spitting Daughter |       |
| 2014 | Alexander – okropny, straszny, niezbyt dobry, bardzo zły dzień | Heather           |       |
| 2019 | Polaroid                                                       | Kasey             |       |
| 2020 | Pusty człowiek                                                 | Davara Walsh      |       |

### Seriale
| Rok       | Tytuł                              | Rola           | Uwagi          |
| --------- | ---------------------------------- | -------------- | -------------- |
| 2009      | Plotkara                           | Little Girl #2 | 1 odc.         |
| 2011      | Prawo i porządek: sekcja specjalna | Lola           | 1 odc.         |
| 2012–2013 | 666 Park Avenue                    | Nona Clark     | w gł. obsadzie |
| 2013      | Szpital miejski                    | Taylor DuBois  | 13 odc.        |
| 2014      | Melissa i Joey                     | Stella         | 4 odc.         |
| 2014      | Teen Wolf: Nastoletni wilkołak     | Violet         | 3 odc.         |
| 2014–2015 | The Fosters                        | Tia Stephens   | 7 odc.         |
| 2016      | Comedy Bang! Bang!                 | Jade           | 1 odc.         |
| 2016      | Agenci NCIS                        | Riley Davis    | 1 odc.         |
| 2016      | Junior                             | Nessa          | 10 odc.        |
| 2018      | Trzynaście powodów                 | Nina Jones     | 13 odc.        |
| od 2018   | All American                       | Olivia Baker   | w gł. obsadzie |